# Lovlinskaya
Lovlinskaya (del ruso: Ловлинская) es una stanitsa del raión de Tbilískaya del krai de Krasnodar, en Rusia. Está situada en las tierras bajas de Kubán-Azov, a orillas del curso del río Beisug, 17 km al norte de Tbilískaya y 111 km al nordeste de Krasnodar, la capital del krai. Tenía 2 638 habitantes en 2010.
Es cabeza del municipio rural Lovlinskoye.

## Historia
La localidad fue fundada en 1878 como jútor Lovlino por colonos procedentes de Kazánskaya. Estas tierras eran dedicadas al pastoreo por los hermanos cosacos Lovliny, que dan origen al nombre de la población. Tras un incendio en 1888 en la stanitsa "madre", parte de su población se mudó a Lovlino. La primera escuela parroquial del pueblo se edificó en 1903. En 1907 la localidad contaba con 2 131 personas, que serían 4 433 para 1922. Fue designada stanitsa en 1914.
Fue objeto de disputa durante la guerra civil rusa, habiendo quedado a partir de la primavera de 1918 en manos de las tropas blancas (con la consiguiente represalia de la población partidaria de los bolcheviques) y estableciéndose finalmente el poder soviético a principios de 1920. Se repartieron las tierras y se establecieron cooperativas durante la década de 1920. A principios de la década de 1930 se aceleró el proceso de colectivización de la tierra, con el despojo de la tierra de los kuláks y la posterior hambruna en 1933. Durante la Gran Guerra Patria, la localidad fue ocupada por las tropas alemanas desde el 8 de agosto de 1942 al 23 de enero de 1943, en que fue liberada por el Ejército Rojo de la Unión Soviética.
Hasta 1951 había seis koljoses: Ímeni Vóronova, Ímeni Malenkova, Obschi trud, Chervona Ukraina, Krásnaya molodiozh y Kamyshevajski jleborob. Ese año se decidió integrarlos en uno sólo, de nombre Ímeni Malenkova (Nasha Ródina -1957, Zariá -1963). En 1975 se construyó la Casa de Cultura. Ese mismo año se completó al edificación de una granja avícola. En 1992 el koljós fue reconvertido en empresa privada y prácticamente quiebra en 2001, año en que recibió fuertes inversiones y desde el que se han establecido reformas en su administración y sistema de producción. En 2006 se detectaron casos de gripe aviaria en la granja avícola que supusieron enormes pérdidas para la entidad.